# العلاقات الفنزويلية اللبنانية
العلاقات الفنزويلية اللبنانية هي العلاقات الثنائية التي تجمع بين فنزويلا ولبنان.

## مقارنة بين البلدين
هذه مقارنة عامة ومرجعية للدولتين:
| وجه المقارنة                                              | فنزويلا                                  | لبنان                                                                |
| --------------------------------------------------------- | ---------------------------------------- | -------------------------------------------------------------------- |
| المساحة (كم2)                                             | 916.45 ألف                               | 10.45 ألف                                                            |
| عدد السكان (نسمة)                                         | 28.87 مليون                              | 6.10 مليون                                                           |
| الكثافة السكانية (ن./كم²)                                 | 31.5                                     | 583.73                                                               |
| العاصمة                                                   | كاراكاس                                  | بيروت                                                                |
| اللغة الرسمية                                             | اللغة الإسبانية، لغة الإشارة الفنزويلية ‏ | اللغة العربية، لغة فرنسية                                            |
| العملة                                                    | بوليفار فنزويلي                          | ليرة لبنانية                                                         |
| الناتج المحلي الإجمالي (بليون دولار)                      | 482.36 مليار                             | 51.84 مليار                                                          |
| الناتج المحلي الإجمالي (تعادل القوة الشرائية) بليون دولار |                                          | 81.54 مليار                                                          |
| الناتج المحلي الإجمالي الاسمي للفرد دولار أمريكي          |                                          | 8.05 ألف                                                             |
| الناتج المحلي الإجمالي للفرد دولار أمريكي                 |                                          | 17.46 ألف                                                            |
| مؤشر التنمية البشرية                                      | 0.762                                    | 0.769                                                                |
| رمز المكالمات الدولي                                      | +58                                      | +961                                                                 |
| رمز الإنترنت                                              | .ve                                      | .lb                                                                  |
| المنطقة الزمنية                                           | 00                                       | ت ع م+02:00، ت ع م+03:00، توقيت شرق أوروبا، توقيت شرق أوروبا الصيفي ‏ |

## منظمات دولية مشتركة
يشترك البلدان في عضوية مجموعة من المنظمات الدولية، منها:
| علم المنظمة | اسم المنظمة                        | تاريخ انضمام فنزويلا | تاريخ انضمام لبنان |
| ----------- | ---------------------------------- | -------------------- | ------------------ |
|             | يونسكو                             | 25 نوفمبر 1946       | 4 نوفمبر 1946      |
|             | وكالة ضمان الاستثمار متعدد الأطراف | 9 مايو 1994          | 19 أكتوبر 1994     |
|             | الأمم المتحدة                      | 15 نوفمبر 1945       | 24 أكتوبر 1945     |
|             | الاتحاد البريدي العالمي            | ?                    | ?                  |
|             | البنك الدولي للإنشاء والتعمير      | 30 ديسمبر 1946       | 14 أبريل 1947      |
|             | الاتحاد الدولي للاتصالات           | 13 أغسطس 1920        | 12 يناير 1924      |
|             | منظمة حظر الأسلحة الكيميائية       | ?                    | ?                  |
|             | مؤسسة التمويل الدولية              | 28 ديسمبر 1956       | 28 ديسمبر 1956     |
|             | منظمة الشرطة الجنائية الدولية      | ?                    | ?                  |

## أعلام
هذه قائمة لبعض الشخصيات التي تربطها علاقات بالبلدين:
- طارق العيسمي (سياسي فنزويلي، 12 نوفمبر 1974 – )
- غازي نصر الدين (13 ديسمبر 1962 – )
- فنزويلي لبناني
- قائمة اللبنانيين في فنزويلا (قائمة ويكيميديا)

## وصلات خارجية
- موقع وزارة الخارجية الفنزويلية